# 이란-이라크 전쟁 중 이라크에 대한 미국의 지원
1980년 9월 22일 이라크의 이란 침공으로 시작된 이란-이라크 전쟁 동안, 미국은 수십억 미국 달러 상당의 경제 원조, 이중 용도 기술, 정보 공유(영상 정보 등), 특수 작전 훈련 등의 형태로 이라크에 대한 지원 정책을 채택했다. 이러한 미국의 지원은 대부분의 아랍 세계의 지원과 함께 이라크가 이란에 대한 군사 작전을 유지하는 데 필수적이었다. 1985년 이라크가 45대의 벨 헬리콥터를 획득한 것이 대표적인 예인 이중 용도 기술의 문서화된 판매는 직접적인 무기 이전 금지에 대한 실질적인 우회책이었다. 미국의 중동 외교 정책은 이라크 정부가 팔레스타인 해방 전선 및 아부 니달 조직 등과 역사적 관계를 맺고 있었기 때문에 이라크를 테러지원국으로 지정해야 한다고 지시했다. 그러나 이 지정은 분쟁이 이란에 유리하게 진행됨에 따라 이라크에 대한 더 광범위한 지원을 용이하게 하기 위해 1982년에 해제되었다. 현대 미국-이란 관계에서 특히 흥미로운 것은 미국 정부가 사담 후세인 이라크 대통령에게 이란 혁명 이후 이란을 침공하도록 적극적으로 부추겼다는 음모론이다. 이 이론의 지지자들, 특히 아랍 세계에서는 미국 정부가 사담의 캠페인 개시 의도를 승인했다는 증거가 있다고 주장하지만, 그러한 공모의 직접적인 문서 증거는 발견되지 않았으며, 여러 학자들과 미국 관리들은 분쟁 이전에 그러한 협력이 있었다는 것을 부인했다.
이라크에 대한 미국의 지원은 특히 로널드 레이건 행정부 동안 은밀하지 않았으며, 미국 상원과 미국 하원에서 자주 공개 회의의 주제가 되었다. 1992년 6월 9일, 영국계 미국인 언론인 테드 코펠은 ABC 뉴스 나이트라인에서 "레이건/조지 H. W. 부시 행정부는 이라크에 돈, 농업 신용, 이중 용도 기술, 화학 물질, 무기 흐름을 허용했고 자주 장려했다"고 보도했다. 미국과 서방권이 이란에 공개적으로 반대하기로 결정한 것은 소련과 동구권도 동일한 입장을 채택하여 양측 모두 이슬람 혁명 수출 정책을 억제하려 했기 때문에 덜 복잡했다. 루홀라 호메이니가 이끄는 이란의 새 정부는 이슬람 세계 전역에서 시아파 이슬람주의를 동원하려는 노력의 일환으로 미국과 소련(곧 "위대한 사탄"과 "작은 사탄")을 적대시했다. 스톡홀름 국제평화연구소에 따르면, 이란-이라크 전쟁 동안 이라크 무기 수입의 90% 이상은 소련, 프랑스, 중국에서 이루어졌다.
미국 정부의 공식적인 입장에도 불구하고, 이 분쟁에 대한 미국 관리들의 견해는 단순히 이란의 승리를 막는 데 중점을 두었지, 이라크의 야망을 열렬히 지지하는 것은 아니었다. 이는 미국 외교관 헨리 키신저의 "둘 다 질 수 있었다면 아쉬웠을 것이다"라는 발언에 잘 나타나 있다. 1988년 8월 20일, 이란-이라크 전쟁은 교전국들이 유엔 안전 보장 이사회 결의 제598호를 수락함으로써 종식되었으며, 이는 1975년 알제 협정의 현상 유지로 돌아갈 것을 규정했다. 양측 모두 승리를 주장했지만, 분쟁의 결과는 궁극적으로 불확실했다. 이라크의 고갈된 인적 및 재정 자원(다른 국가에 대한 국가 부채 포함)은 1990년 쿠웨이트 침공의 근거 중 하나가 되었다. 이어지는 걸프 전쟁의 일환으로, 미국은 이라크를 테러지원국으로 재지정하고 42개국 유엔 연합을 이끌어 이라크 점령을 무력으로 종식시켰다. 쿠웨이트 침공 당시 처음 부과된 이라크에 대한 국제 제재는 2003년 미국의 이라크 침공까지 계속되었다.

## 분쟁에 대한 미국의 반응

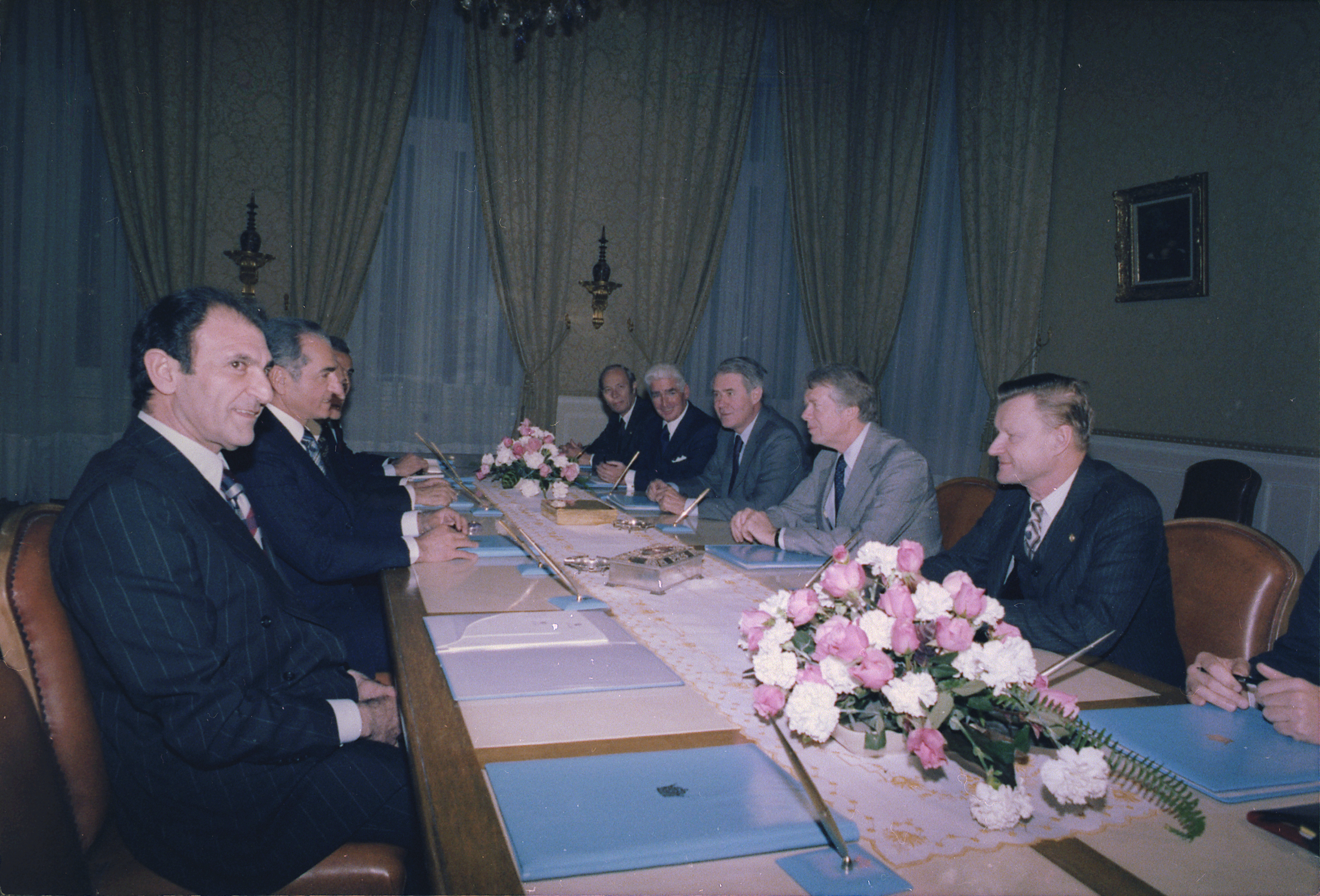
1977년 이란 샤 모하마드 레자 팔라비가 지미 카터 대통령과 즈비그뉴 브레진스키를 만나는 모습.

### 혁명 후 이란과의 미국 정보 공유
이란 혁명 이후, 지미 카터 행정부는 이란을 이라크와 소련에 대한 방벽으로 계속 보았고, 따라서 메디 바자르간 총리가 이끄는 새로운 이란 임시정부와 전략적 파트너십을 구축하려고 시도했다. 테헤란 주재 미국 대사관의 임시대리대사, 브루스 레인겐은 이란 관리들이 이라크에 대한 미국 정보에 깊이 관심이 있다는 것을 깨달았고, 미국 국무부 중동 담당 차관보 해럴드 H. 손더스를 설득하여 이란 정부와의 정보 공유 연락을 승인하도록 했다. 이는 1979년 10월 15일 오랜 중앙정보국(CIA) 요원 조지 W. 케이브와 이란 부총리 아바스 아미르-엔테잠, 외무부 장관 이브라힘 야즈디 간의 만남으로 절정을 이루었다. 케이브는 마크 J. 가시오로프스키에게 이라크의 군사 준비와 이란에 대한 대규모 침공을 용이하게 하도록 설계된 것으로 보이는 비밀 작전에 대해 엔테잠과 야즈디에게 보고했다고 말했다. 비록 최종 결정은 내려지지 않았지만 (케이브의 브리핑 내용은 레인겐, 야즈디, 엔테잠, 바자르간에 의해 확인되었다). 특히, 1979년 3월 펜타곤 분석가 하워드 테이허가 이라크의 이란 석유 부국인 후제스탄주에 대한 계획에 대해 경고한 것을 되풀이하며, 케이브는 이라크가 후제스탄의 대다수 아랍인 거주자들 사이에서 불안을 야기할 수 있는 전선 조직을 만들었다고 지적했다. 그러나 케이브는 이란 군대의 힘이 혁명 후의 감소를 계속하지 않는다면 전쟁을 여전히 피할 수 있다고 강조했다. 또한, 케이브는 이란 측 협상가들에게 샤의 통치 시기에 CIA가 구축한 IBEX 시스템을 사용하여 이라크 군대의 움직임을 감시할 것을 촉구했다. 테이허와 케이브의 예측이 정확한 것으로 판명되었지만, 그들은 미국 정부 내부에서 논란이 된 상황 증거의 산물이었고, 케이브의 브리핑의 중요성은 논의되어 왔다. 예를 들어, 케이브의 브리핑에 제공된 정보를 알지 못했던 미국 국무부 정보조사국(INR) 분석가 웨인 화이트에 따르면: "이라크군은 주로 대대 및 여단 수준의 훈련을 연례적으로 계속하고 있었을 뿐이다. ... 이라크군의 극히 일부만이 이라크-이란 국경 근처에 있었다." 마찬가지로, 미국 국무부의 이란 담당 책임자 헨리 프레흐트는 다음과 같이 말했다: "나는 그 당시 누구도 이라크가 대규모 공격을 계획하고 있다고 믿었다는 인상을 받지 못했다. 비록 [이라크 대통령] 사담 [후세인]이 쿠르드족을 선동할 수도 있다고 생각했지만. 그 당시 나는 그가 더 크고 아마도 여전히 더 강력한 이웃을 공격할 것이라고 생각하지 않았다." 반면에 가시오로프스키는 "만약 이란 지도자들이 케이브의 브리핑에서 제공된 정보에 따라 행동했다면... 잔혹한 8년간의 [이란-이라크 전쟁]은 결코 일어나지 않았을 수도 있었다"고 주장했다.

### 이라크와 이란 간의 전전 관계
1980년 9월 이라크의 이란 침공에 앞서 1979년과 1980년 내내 양국 간에는 잦은 국경 분쟁, 이란 지도자 루홀라 호메이니의 이라크 내 시아파 무슬림들에게 집권 바트당에 대한 봉기를 촉구하는 목소리, 이라크가 이란 내 소수 민족 분리주의자들을 지원했다는 의혹 등 장기간의 긴장이 있었다. 1979년 6월 18일, 미국 임시대리대사 찰리 나스는 야즈디에게 관계 악화에 대해 물었고, 야즈디는 "이라크를 괴롭히는 것이 무엇인지 모르겠다... 우리는 그들을 괴롭히기 위해 아무것도 하지 않았다"고 말했다. 호메이니는 최근 시아파 지도자 모하마드 바키르 알사드르의 이라크 체포를 비난했지만, 야즈디는 이것이 이라크에 이슬람 혁명을 수출하려는 노력과는 아무런 관련이 없다고 주장했다. 이란은 단순히 나자프와 카르발라의 신성한 시아파 성지를 보호하는 데 관심이 있었다. 그럼에도 불구하고, 나스와 엔테잠 간의 후속 대화에서 후자가 이란 국영 라디오 텔레비전의 이라크 비난 방송에 대해 알지 못했다는 것이 밝혀졌다. 이란 당국과 좋은 관계를 계속 유지하려던 미국 관리들은 잘랄 탈라바니의 지휘 아래 이란 내 쿠르드 반군에 대한 이라크의 지원에 대한 상당한 증거를 발견했다. 이 반군들은 군사적으로 이란 정부를 전복할 수 있는 능력이 있다고 여겨지지 않았지만, 이란 온건파를 약화시키고 있었고, 이에 프레흐트는 이라크 관리들을 만나 이라크의 쿠르드 지원이 이라크의 최선의 이익이 아니라는 점을 설득할 가능성을 제기했다. 이 기간 내내 크리스 에머리는 이라크의 이란에 대한 의도가 전적으로 명확하지 않았다고 말한다. 사담은 7월에 대통령직을 맡은 후 이란 대표단을 이라크로 초청했고, CIA는 11월에 (전달 케이브의 경고에도 불구하고) 이라크가 이란과의 외교적 합의를 추구하고 있다고 결론 내렸다. 사담은 10월에 하바나에서 만난 야즈디와 같은 이란 온건파와 협력할 의향이 있었지만, 11월 4일 미국 대사관 점거와 주이란 미국 대사관 인질 사건 시작으로 바자르간 정부가 붕괴되고 그 결과 호메이니 휘하에서 권력이 통합되면서 "사담의 의사 결정 계산은 심오하게 바뀔 것"이라고 에머리는 말했다. 이라크 기록 보관소에 따르면 사담은 1979년 2월부터 이란 침공을 고려했지만, 1980년 7월까지 그렇게 하지 못했는데, 이 시점에는 혁명 후의 숙청으로 인해 이란이 공격에 대해 극도로 준비되지 않은 상태였다. 1980년 7월 이라크 군사 정보부의 주요 보고서는 다음과 같이 결론 내렸다: "현재 이란은 이라크에 대한 광범위한 공격 작전을 개시하거나 대규모 방어를 할 능력이 없다는 것이 분명하다."

### 미국의 개입 및 "청신호" 주장에 대한 주장
호메이니와 그의 후계자 알리 하메네이를 포함한 이란 지도자들은 오랫동안 미국이 사담 후세인에게 이란 침공을 시작하도록 "청신호"를 주었다는 믿음을 옹호해 왔다. 미국 관리들은 이 주장을 강력히 부인했다. 요스트 힐터만은 미국의 청신호가 "아랍 세계의 통념"이기도 하다고 지적한다. 사실, 미국이 인질극에 대한 보복으로 이라크를 사용할 것이라는 이란의 의심은 침공보다 앞서 있었다. 카터는 1980년 4월 10일 일기에서 다음과 같이 언급했다: "이란 테러리스트들은 이라크가 침공하면 미국 인질들을 죽일 것이라는 온갖 미친 위협을 하고 있다. 그들은 이라크를 미국의 꼭두각시로 지목하고 있다." 이러한 인식에는 여러 가지 이유가 있으며, 일부 상황 증거도 포함된다.
첫째, 카터 행정부는 1977년부터 이라크와의 관계 개선에 관심을 가졌지만, 오랫동안 이어져 온 미국-이란 동맹은 이를 사실상 불가능하게 만들었다. 그러나 미국-이란 관계가 극적으로 단절된 후, 미국과 이라크 관리들은 서로에게 여러 긍정적인 제스처를 취했다. 특히 사담은 소련의 아프가니스탄 침공을 공개적으로 비난했으며, 4월 10일, 정무차관 데이비드 D. 뉴섬은 "언제든지 이라크와 외교 관계를 재개할 것"을 제안했다. 사담은 나중에 전쟁 발발 직전에 이라크가 뉴섬의 제안을 수락했지만, "전쟁이 시작되자, 오해를 피하기 위해 관계 수립을 연기했다"고 말했다. 또 다른 널리 알려진 발언에서, 카터의 미국 국가안보보좌관 즈비그뉴 브레진스키는 4월 14일 텔레비전 인터뷰에서 "우리는 미국과 이라크 사이에 근본적인 이해관계의 불일치를 보지 않는다... 우리는 이라크-미국 관계가 적대감으로 얼어붙을 필요가 없다고 생각한다"고 말했다. 더욱이, 이란에 대한 정보에 필사적이었던 CIA는 샤푸르 바크티아르와 골람 알리 오베이시를 포함한 이란 반대파 인사들과 접촉을 유지했으며, 이들은 이라크 관리들과 연락을 취하며 사담에게 침공을 권유했다. 바크티아르나 오베이시가 미국의 지시를 받아 행동했다는 증거는 없지만, 미국 대사관에서 압수된 문서를 통해 이란이 그러한 접촉에 대해 알고 있었다는 사실은 의심을 증폭시켰다.
이라크 정보 기관이 바크티아르를 통해 자금을 지원한 7월 9일 노제 쿠데타 음모, 즉 호메이니에 대한 실패한 군사 쿠데타 시도는 미국과 이라크가 이란 혁명을 되돌리기 위해 공모하고 있다는 이란의 견해를 굳혔다. 바크티아르는 음모가들에게 그들의 노력이 미국의 "축복"을 받았다고 거짓말을 했지만, 미국의 개입은 없었다. 1980년 초 최고조에 달했던 사담은 쿠데타 시도에 앞서 이란과의 양국 긴장을 완화했으며, 아마도 성공적인 쿠데타를 전쟁의 대안으로 보았을 것이다. 8월, 사담은 사우디아라비아를 방문했고, 칼리드 국왕이 이란 침공에 대한 사우디의 지원을 약속했다고 알려졌다. 브라이언 R. 깁슨은 이를 "특히 미국-사우디 관계의 밀접함을 고려할 때 매우 중요한 제스처"라고 평했다. 미국의 국무장관 알렉산더 헤이그는 카터의 후임자인 로널드 레이건에게 "카터 대통령이 파흐드 왕세자를 통해 이라크에 이란과의 전쟁을 시작할 청신호를 주었다"고 말했다. 그러나 2008년 회의에서 여러 학자와 전 미국 관리들은 이 주장의 진실성뿐만 아니라 이를 유포한 헤이그와 파흐드 양측의 동기에 의문을 제기했다. 말콤 번의 견해에 따르면: "미국 참전 용사들은 '청신호'가 결코 주어지지 않았으며, 헤이그 문서는 표면적으로는 흥미롭지만, 결정적이기에는 너무 많은 해석의 여지를 남긴다고 만장일치로 말했다. ... 사우디의 발언은 침공에 반대하는 다양한 정책적 주장을 다루지 않았다. 특히 테헤란의 미국 인질들에게 가해질 잠재적 위험을 다루지 않았다." 할 브랜드의 견해에 따르면: "헤이그는 1980년 9월에 정부에 있지 않았다... 따라서 헤이그의 메모는 단지 비서의 정보원 중 한 명이 청신호 가설이 사실이라고 믿었다는 사실에 대한 확실한 증거만을 제공한다." 반면, 고위 미국 외교관 채즈 프리먼은 언론인 앤드류 콕번에게 "그는 전쟁이 시작되기 3개월 전인 1980년 6월 말에 카터의 국가안보보좌관인 즈비그뉴 브레진스키와 고위 이라크 외교관 간의 회의를 요약한 '메모'를 발견한 것을 기억한다. 회의에서 브레진스키는 미국이 이라크의 이란 공격에 만족할 것이라고 분명히 말했다. 이는 그 어떤 청신호보다도 분명한 것이었다"고 말했다.
또한 이란 정부와 연결된 소식통들은 브레진스키가 1980년 7월 요르단 암만에서 사담을 직접 만났다고 비난했다. 후세인 국왕이 중재자 역할을 했다고 전해지지만, 국왕의 두 전기 작가인 아비 슐레임과 나이젤 J. 애슈턴은 그러한 만남이 일어났다는 것을 확인할 만한 아무것도 찾지 못했다. 1980년 중동 순방 동안 브레진스키를 수행했던 측근인 게리 식은 브랜드에게 묘사된 만남이 불가능했다고 말했다. "나는 그와 하루에 최소 14시간을 함께 있었고, 요르단으로 잠시 방문도 포함되어 있었다. 그리고 나는 (1) 이라크가 의제에 없었고, (2) 그가 그러한 방문을 물리적으로 할 수 없었다는 것을 절대적으로 증언할 수 있다. 심지어 밤새도록 깨어 있고 비밀 비행기로 바그다드에 갔다고 해도"라고 그는 말했다. 후자는 원래 주장의 변형이다. 그럼에도 불구하고 식은 "전쟁 1년 전" 사담이 실제로 암만에서 후세인 국왕과 CIA 관리들을 만났다고 말한다. 식에 따르면, 미국으로부터 "빨간불"을 받지 않았기 때문에, 이것은 사담에게 "청신호"에 해당했지만, "이것이 미국이 지원하는 이란과의 전쟁을 구성하지는 않았다"고 덧붙였다.
프랑스 역사가 피에르 라주는 "사건, 맥락, 당시 당국자들의 진술에 대한 세심한 분석과 최근 자료 및 일부 주요 참가자들의 인터뷰를 결합하면 미국 정부가 사담 후세인을 범죄 행위로 몰아세우지 않았다는 데 의심의 여지가 없다"고 썼다.

### 이라크의 이란 침공 서곡
4월 9일, 미국 국방정보국(DIA)은 신뢰할 수 있는 것으로 간주되는 인간정보원으로부터 이라크가 이란을 침공할 가능성이 50%라는 정보를 입수했다. 4월 11일 CIA 분석은 더욱 노골적이다: "증거는 이라크가 호메이니 정권을 전복할 목적으로 이란에 대한 대규모 군사 행동을 개시할 계획을 세웠을 가능성이 높으며," "쿠웨이트인들을 개입시켜 이라크의 이란에 대한 군사 행동에 대한 미국의 승인과 지원을 얻으려 했다"는 것을 나타낸다. 카터 자신도 이라크가 공격할 경우 미국 인질들이 처형될 것이라는 두려움이 4월 24일 실패한 구조 임무를 승인한 이유 중 하나였다고 확인했다. 이러한 경고를 고려할 때, 이란과 관련된 카터 행정부 고위 관리들(화이트, 나스, 프레흐트, 식 포함)이 침공에 놀랐다고 주장하는 것은 설명이 필요하다.
브랜즈는 4월 9일 DIA 메모가 "미국 정보 분석의 전반적인 패턴에서 벗어난 예외"였으며 "침공을 예측했다고 주장하는 유일한 미국 관리 [테이허]는 (1979년 11월자 보고서에서) 그러한 사태가 일어날 가능성이 높다고 국가 안보 기구의 누구에게도 설득하는 데 실패했다고 한탄한다"고 말한다. 에머리는 이러한 경고가 무시된 이유를 "설득력 있는 증거가 되지 못한다고 의심했던 사람들이 논쟁에서 승리했기 때문"이라고 가정하며, CIA가 "이란과 이라크 간의 국경 충돌 심화가 심각한 분쟁이 이제는 분명한 가능성인 지점에 도달했다"고 언급한 것은 9월 17일까지였다. 심지어 그때도 국무부 관리 W. 너새니얼 하웰은 그의 동료들 대부분이 사담이 허풍을 떨고 있다고 생각했다고 회상했다. 화이트는 "9월 22일 전쟁 발발은 사실 우리 대부분에게 놀라운 일이었다. 이라크 지상군의 상당 부분이 여전히 주둔지에 있었기 때문이다. 주요 적대 행위가 시작된 직후 나머지 부대들이 급하게 전선으로 이동한 활동은 사담이 모든 군사 준비가 완료되기 전에 공격을 명령한 급작스러운 시나리오로 나를 이끄는 경향이 있었다"고 회상했다. 깁슨에 따르면 이라크는 또한 1972년 조약 위반임에도 불구하고 침공 계획을 소련에게 비밀로 했다. 기술적으로 브랜드는 이라크 고위 관리 타리크 아지즈가 다음날 침공이 있을 것이라고 모스크바 관리들에게 보고하기 위해 9월 21일까지 기다렸고, 이로써 소련-이라크 우호 협력 조약을 공식적으로 준수했다고 말한다. 따라서 에머리의 견해에 따르면, "미국이 사담의 이란 침공 의도에 대한 명확한 증거를 가지고 있었을 가능성은 낮다. ... 이라크군의 대부분이 여전히 주둔지에 있는 상태에서 국경 충돌과 공격적인 선전의 맥락에서 일어난 무질서하고 명백히 성급한 침공의 성격은 미국 관찰자들에게 혼란을 주었다."
CIA 분석가 브루스 리델은 미국 정보 관리들이 1980년 내내 이란 침공을 위한 소련 군사 훈련을 면밀히 감시했다고 언급한다. 미국 미국 국가안전보장회의(NSC)의 특별 조정 위원회(SCC)는 소련의 이란 진출을 막는 것에 대해 매우 우려했으며, 이는 카터 행정부가 인질 위기에 대응하여 이란에 대한 더 강력한 조치를 취하는 것을 배제했다. 1980년 9월, SCC는 소련이 이란을 침공할 경우 미국과의 전쟁의 원인이 될 것이라고 경고하기로 결의했다. 요컨대, 브랜즈의 설명에 따르면, "카터 행정부의 관심은 침공 이전 기간에는 다른 곳에 있었다. 9월 12일 페르시아만에 대한 NSC 회의에서, 이라크가 아닌 소련의 이란 침공 가능성이 주된 관심사였다."

### 전쟁 초기 미국의 중립
전쟁이 시작되자 지미 카터 행정부의 정책은 대체로 중립적이었고 이란에 유리한 몇 가지 조치를 포함했지만, 이는 주로 더 넓은 전쟁을 막기 위한 것으로 볼 수도 있다. 많은 미국 관리들은 제한적인 이라크의 이득이 이란에게 무기와 인질 교환 거래에 동의하도록 강요할 것이라고 낙관했지만(이는 이란이 시리아, 리비아, 조선민주주의인민공화국, 소련, 이스라엘로부터 충분한 무기와 장비를 구매했기 때문에 불필요한 것으로 판명되었다), 전쟁이 사덱 타바타바에이와의 협상에서 이루어진 모든 진전을 방해했다는 합의가 곧 나타났다. 이라크가 일방적으로 이란에 대한 작전을 위해 MiG-23 항공기, 헬리콥터, 특수 부대를 여러 페르시아만 국가에 배치하려 했을 때, 이라크 주둔은 처음에는 오만과 아랍에미리트의 라스알카이마 토후국에서 용인되었지만, 미국 관리들은 지역 분쟁을 우려하여 "오만과 아랍에미리트 관리들에게 사담의 요청을 거부하도록 성공적으로 압력을 가했다"고 브랜드는 말한다. 국무부는 사담에게 이란 영토 합병에 대해 경고했다. 10월 3일, 브레진스키는 카터에게 "소련의 침투나 내부 붕괴로부터 이란을 보호하기 위해" "이란이 현재 획득한 것의 대부분, 또는 전부를 이라크가 철수하도록 충분한 압력을 가할 만큼만 돕기 위해 이란과 새로운 접촉을 적극적으로 모색해야 한다"고 조언했다. 미국은 요르단에서 이라크로의 무기 흐름을 막으려 했지만 실패했다. 그럼에도 불구하고 미국은 이집트가 이스라엘과의 평화 조약으로 인해 겪었던 외교적 고립을 끝내는 데 이라크의 도움을 받는 대가로 이집트에서 이라크로의 무기 및 정보 제공을 용인했다. 또한 에머리는 미국이 "걸프만을 통해 이라크의 [석유] 수출 능력이... 적대 행위 중단 후 신속하게 복원될 수 있도록" 노력했다고 말한다. 피터 한에 따르면 "카터는 1980년 대통령 선거에서 패배한 후에야 12월에 이라크에 군사 원조를 보내는 것을 처음으로 고려했다."
브랜즈의 미국 기록물 분석에 따르면 미국 관리들은 이라크의 침공에 일반적으로 경악했지만, 브레진스키는 예외였을 수 있다. 식은 "즈비그는 이라크의 공격을 이란이 인질을 석방하도록 압력을 가할 잠재적으로 긍정적인 발전으로 보았다는 사실을 숨기지 않았다"고 회상했다. 이는 이란의 대다수 미국산 군사력에 필요한 예비 부품과 교환하는 것이었다 (그러나 식은 브레진스키가 침공을 미리 알았다는 것을 부인했다). 그러나 브레진스키의 계획은 적어도 단기적으로는 이스라엘과 베트남이 이란에 필요한 미국산 예비 부품을 공급함으로써 약화되었다. 브랜즈는 "청신호 이론...은 카터 행정부가 미국에 대한 적대감의 역사를 가진 독재자를 비참한 전쟁으로 몰아넣을 만큼 충분히 영리했지만, 동맹국 [이스라엘]이 전체 계획을 파산시킬 행동을 하는 것을 막지 못할 만큼 충분히 서툴렀다고 가정한다"는 것이 아이러니하다고 생각한다.

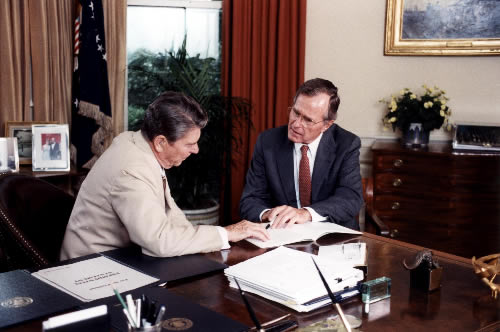
로널드 레이건 대통령과 조지 H. W. 부시 부통령이 1984년 7월 20일 백악관 오벌 오피스에서 일하고 있다.

에머리의 판단에 따르면, 로널드 레이건 행정부의 나중 이라크에 대한 "기울기"가 단순히 카터 시대 정책의 연장선이었다는 주장은 사용 가능한 증거로 뒷받침될 수 없다. "미국이 중립 정책을 조정하고 어느 편을 지지할 것인지에 대한 확고한 입장을 취해야 할 필요성은 이란 군대가 이라크를 침공할 위협을 가했던 1982년에 생겨났다." 카터 자신의 설명에 따르면, "나는 사담 후세인을 혐오했다. 그가 내 인질들이 잡혀 있을 때 이란을 공격했기 때문이다. 내가 퇴임한 후에 사담 후세인과 외교 관계를 수립한 것은 레이건 대통령이었다." 깁슨은 다음과 같이 단언한다: "만약 워싱턴이 침공에 대해 미리 알았다면, 인질들이 성공적으로 풀려난 후에야 시기를 연기했을 것이라는 논리가 성립될 것이다." 윌리엄슨 머레이와 케빈 M. 우즈는 청신호 이론이 깁슨을 인용하며 "설득력 있게 반박되었다"고 기술한다. 한은 미국이 분쟁을 선동하는 데 도움을 주었다는 "이란의 주장을 뒷받침할 증거가 없다"고 말하며, 이 이론에 여러 허점을 발견한다. 브랜즈는 "청신호가 주어졌다는 확실한 증거는 없으며, 반면 카터 행정부가 전쟁을 예상하지도 환영하지도 않았다는 상당한 문서 증거가 있다"고 결론 내린다.
2012년 현재, 이란 침공과 관련하여 미국과의 합의에 대한 언급은 현재 이라크 기록 보관소에서 발견되지 않았다. 오히려 1980년 10월 17일 회의에서 아지즈는 "호메이니는 이를 지지하지 않을 수 있지만, 우리에 대한 증오 때문에 우리와의 합의보다 [미국 지원]을 받아들일 것"이라고 우려했으며, 같은 회의에서 사담은 사우디아라비아에 공급된 미국의 공중조기경보통제기(AWAC) 시스템이 이라크를 감시하는 데 사용되고 있다고 추측했다: "그들은 작전 지역을 감시하고 있으며 우리는 그러한 절차로부터 안전하다고 느끼지 않는다... 우리는 수집된 정보가 어떤 식으로든 이란으로 갈까 두렵다." 미국이 사담에게 명시적인 청신호를 주었든 아니든, 이란인들은 유엔 안전 보장 이사회(UNSC)가 이라크의 침공을 비난하지 않거나 거의 10년 후 이라크의 쿠웨이트 침공이 일어날 때까지 이라크를 침략자로 인정하지 않은 것을 미국뿐만 아니라 전 세계가 이라크의 이란에 대한 침략에 암묵적으로 공모한 형태로 계속 보고 있다.

## 지원

### 1982년까지 이라크 지지 방향으로의 미국의 전환
1982년 중반까지 전쟁의 모멘텀은 이란에 결정적으로 유리하게 전환되었고, 이란은 사담 정부를 전복하기 위해 이라크를 침공했다. 리델은 다음과 같이 회상했다: "이라크는 일련의 치명적인 패배를 겪었다. 이란에서 쫓겨났고, 이라크군은 무너지고 있는 것처럼 보였다." 주디스 야페는 "레이건 행정부는 이란군이 이라크를 뚫고 쿠웨이트와 사우디아라비아의 유전으로 진격할 것을 우려했다"고 설명한다. 미국 국무부 중동 및 남아시아 담당 차관보 니콜라스 A. 벨리오테스는 "이란군이 이라크를 침공하고 이라크를 물리친 다음, 1982년 레바논 전쟁으로 인해 산만하고 약화된 이스라엘을 향해 직진하는 악몽 같은 시나리오를 설명했다." 그 결과, 미국은 점차 중립 정책을 포기했다. 힐터만은 미국이 "전쟁의 침략국인 이라크가 부활한 이란에 의해 이란 영토에서 추방된 후, 미국은 이라크가 바그다드에서 자체적으로 무익한 정권 교체 시도를 결정한 후에 기울기 시작했다"고 말한다.
틀:이라크 전쟁을 초래한 사건들
1982년 2월, 이라크는 미국 국무부의 테러지원국 목록에서 제외되어 이중 용도 기술의 이라크 이전을 용이하게 했다. 탐사 보도 기자 앨런 프리드먼에 따르면, 헤이그는 "국무부가 목록을 담당하는데도 불구하고 백악관에서 결정이 내려졌다는 사실에 화가 났다." 헤이그는 "나는 자문을 받지 않았다"고 불평했다고 전해진다.
3월, 레이건 대통령은 "중동에 대한 미국의 정책 검토"를 요구하는 국가안보연구비망록(NSSM) 4-82에 서명했으며, 6월에는 현재 NSC에 있던 테이허가 공동 작성한 국가안보결정지침(NSDD)에 서명하여 "미국은 이라크가 이란에 전쟁에서 지는 것을 용납할 수 없다"고 결정했다. 이 지침에 따라 토마스 트웨튼은 7월 27일 바그다드에 도착하여 이란군 이동에 대한 CIA 위성 이미지를 이라크 무카바라트와 공유했다. 이것은 "미국이 이라크에 정보를 제공한 첫 번째 사례"였으며, 이라크가 CIA의 자국 내 주둔을 용인할 것인지에 대한 단기적인 논쟁을 불러일으켰다. 무카바라트 총수 바르잔 티크리티는 트웨튼에게 "이라크에서 당장 나가라"고 말했지만, 이라크 군사 정보부는 "이미 그것을 탐내고 매우 가치 있다고 반복해서 말했기 때문에" 나중에 트웨튼에게 "당신의 정보를 계속 볼 것이며, 그것이 우리에게 어떤 식으로든 유용한지 평가할 것"이라고 알렸다. 미국 정부는 이라크에 이란군 배치를 보여주는 위성 사진을 제공했는데, 이는 나중에 전쟁을 연장하고 이 지역에서 미국의 영향력을 확대하기 위한 오도적인 정보로 판명되었으며, 1986년 2월 파오 제1차 전투에서 이라크의 패배에 기여했다.

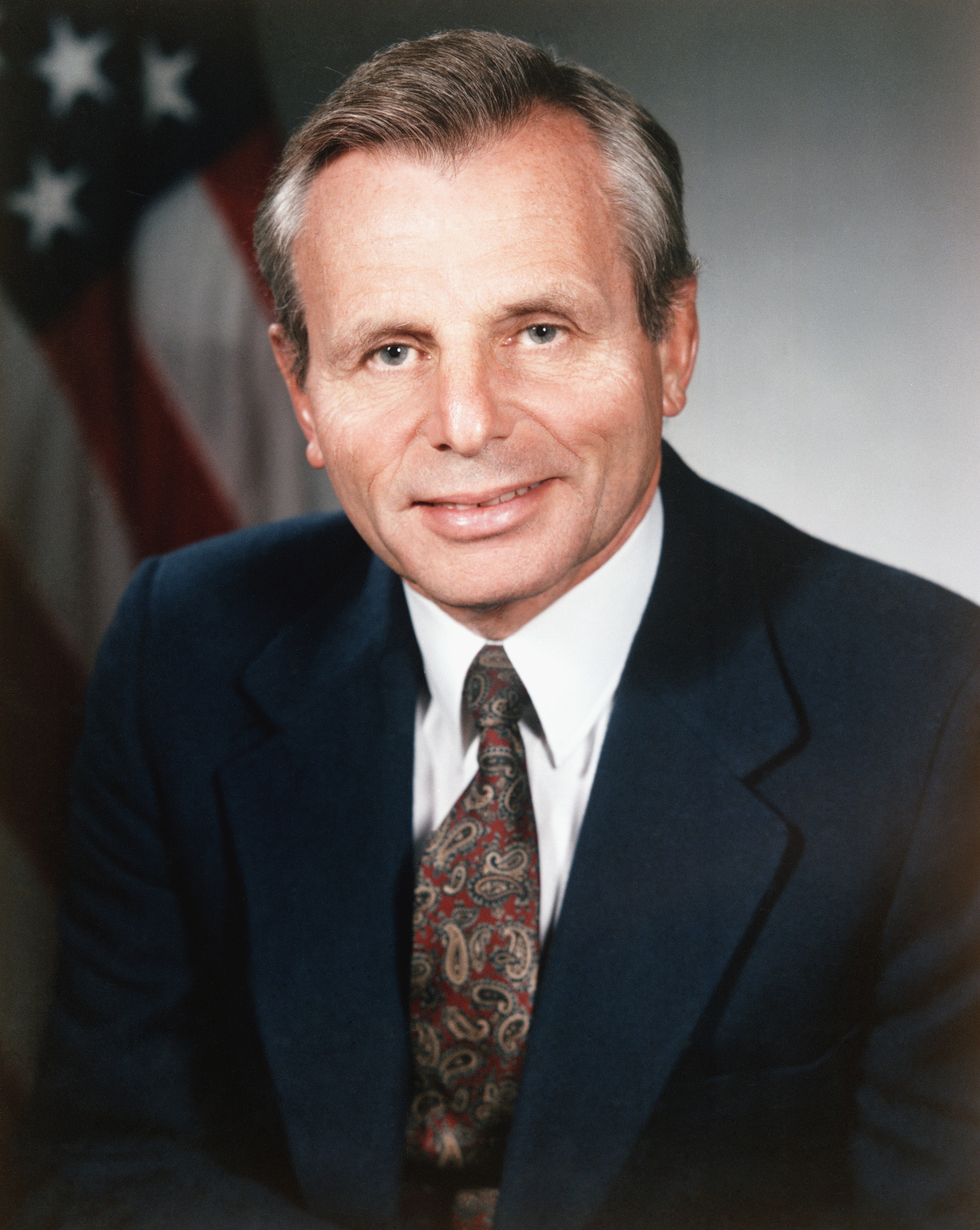
CIA 보고서를 읽은 레이건 대통령은 미국의 국방부 장관 프랭크 칼루치에게 "이란의 승리는 용납할 수 없다"는 메모를 여백에 썼다.

이라크가 이란에 대해 화학 무기를 사용했다는 보고는 1983년 CIA에 도달했지만, 미국은 이라크의 국제법 위반을 제지하기 위한 어떤 조치도 취하지 않았다. 로널드 레이건 행정부는 유엔에 경고조차 하지 않았다. 당시 이란은 자국 군대에 대한 불법적인 화학 공격이 있었다고 공개적으로 주장하며 유엔에 제출할 소송을 준비하려고 했다. 1983년 11월까지 국무부는 이라크의 "거의 매일의 [화학 무기] 사용"에 대한 브리핑을 받았다.

### 관계 정상화 및 비밀 지원
1983년 후반, 레이건은 도널드 럼즈펠드를 중동 특사로 지명했고, 럼즈펠드는 1983년 12월과 1984년 3월 바그다드에서 사담을 만났다. "1984년 11월 26일, 이라크와 미국은 외교 관계를 복원했다." 미국은 1983년 후반에 이라크와의 관계 정상화를 모색했지만, 사담은 1984년까지 동의하지 않았다. 럼즈펠드는 1984년 3월 24일에 다시 방문했는데, 이날 유엔은 이라크가 이란군에 대해 머스터드 황과 타분 신경 작용제를 사용했다고 보고했다. 1984년 3월 29일 뉴욕 타임스는 바그다드에서 "미국 외교관들은 이라크와 미국에 만족한다고 말하며, 사실상 정상적인 외교 관계가 수립되었다고 시사한다"고 보도했다.
테이허의 1995년 선서 진술서와 레이건 및 부시 행정부 전 관리들과의 별도 인터뷰에 따르면, CIA는 요르단, 사우디아라비아, 이집트, 쿠웨이트와 같은 거짓 전선 및 우호적인 제3자를 통해 이라크에 무기와 첨단 기술 부품을 비밀리에 전달했으며, 불량 무기상인 및 기타 민간군사기업에게도 동일한 작업을 조용히 장려했다.
미국은 수십억 달러의 신용을 제공하고, 이라크에 미국 군사 정보와 조언을 제공하며, 이라크에 필요한 군사 무기가 확보되었는지 확인하기 위해 이라크에 대한 제3국 무기 판매를 면밀히 모니터링함으로써 이라크의 전쟁 노력을 적극적으로 지원했다. 미국은 또한 이라크가 전투에서 자산을 더 잘 활용할 수 있도록 전략적 작전 조언을 제공했다 ... CIA, CIA 국장 케이시와 부국장 게이츠 모두 미국산이 아닌 군사 무기, 탄약 및 차량을 이라크에 판매하는 것을 알고, 승인하고, 도왔다. 내 메모, 비망록 및 NSC 파일의 다른 문서들은 CIA가 미국산이 아닌 군사 무기, 탄약 및 차량을 이라크에 판매하는 것을 알고, 승인하고, 도왔다는 것을 보여주거나 보여주는 경향이 있다.
이러한 비밀 이전의 전체 범위는 아직 알려지지 않았다. 테이허의 이 주제에 대한 파일은 로널드 레이건 대통령 기념 도서관에 안전하게 보관되어 있으며, 이 주제에 대한 새로운 빛을 비출 수 있는 다른 많은 레이건 시대 문서들은 여전히 기밀로 분류되어 있다. 테이허는 또한 자신의 폭로로 인해 국가 안보 서약을 위반했을 가능성으로 인해 대배심 기소 위협을 받고 자신이 말한 모든 것을 철회하는 선서 진술서에 서명했다.

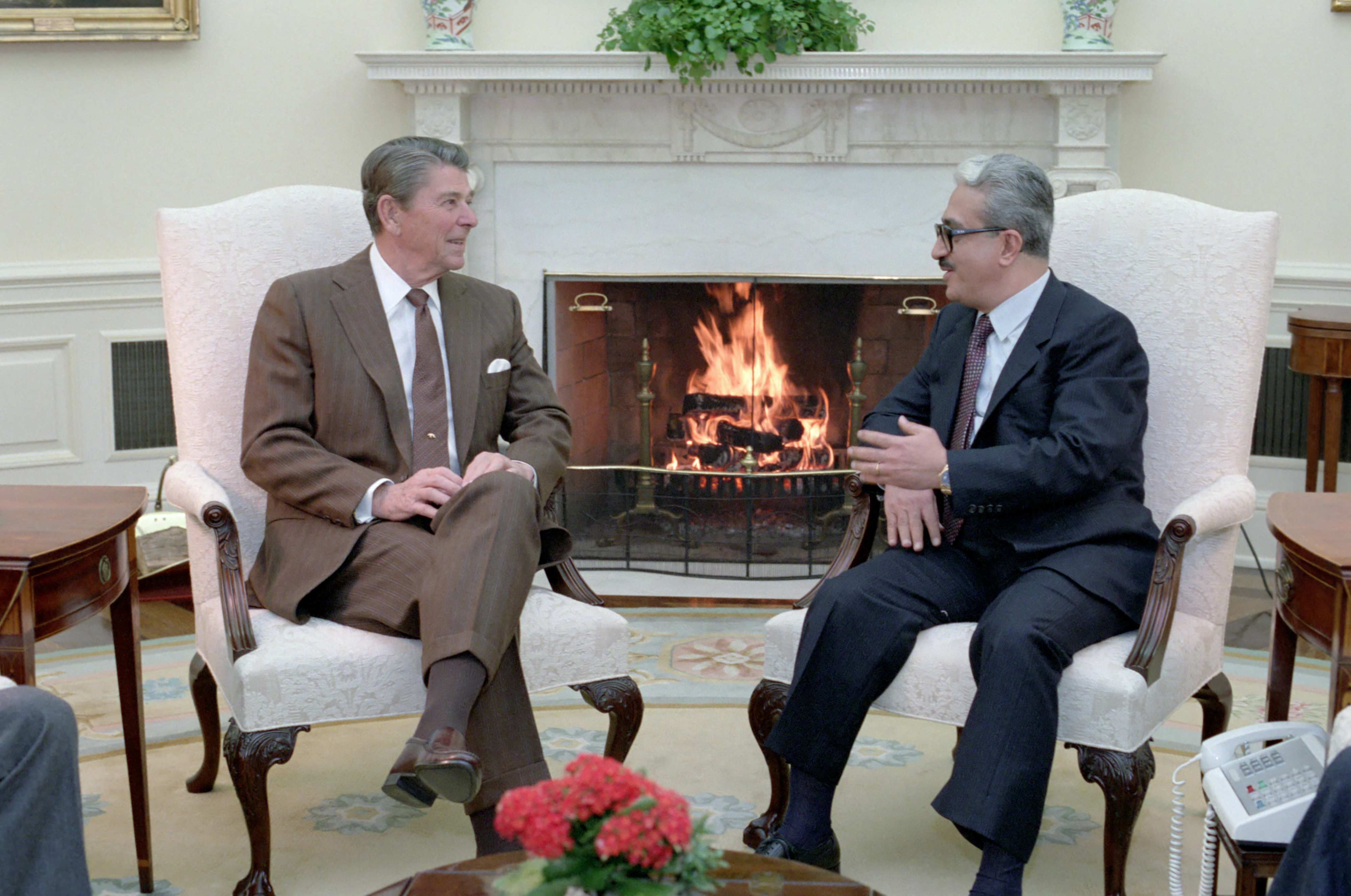
로널드 레이건이 1984년 백악관에서 사담 후세인 행정부의 당시 이라크 외무부 장관 타리크 아지즈를 맞이하고 있다.

미국 하원 금융위원회 의장 헨리 B. 곤살레스의 조사에 따르면, 1985년에서 1990년 사이에 미국 상무부가 승인한 "이중 용도" 기술 품목 수출 허가 중 약 7분의 2는 "이라크군에 직접, 또는 무기 생산에 종사하는 이라크 최종 사용자에게, 또는 기술을 대량 살상 무기로 전용하고 있다고 의심되는 이라크 기업에" 전달되었다. 기밀 상무부 파일은 또한 레이건 및 부시 행정부가 이라크군에 대한 최소 80건의 직접 수출을 승인했음을 보여준다. 여기에는 컴퓨터, 통신 장비, 항공기 항법 및 레이더 장비가 포함되었다.
대통령 지시에 따라 미국은 이라크군에 전술적 전장 조언을 제공하기 시작했다. 앨런 프리드먼은 "지배적인 견해는 워싱턴이 이란의 승리를 막으려면 사담과 일부 민감한 정보 사진을 공유해야 한다는 것이었다"고 말한다.
때때로 백악관의 비밀 지원 덕분에 미국 정보 장교들은 위성 정보를 해석하는 데 도움을 주기 위해 실제로 바그다드로 파견되었다. 백악관이 사담이 군대를 지휘하는 것을 비밀리에 돕는 데 점점 더 적극적인 역할을 함에 따라, 미국은 위성 정보에 대한 직접적인 하향 링크 수신기와 정보의 더 나은 처리를 제공하기 위해 바그다드에 값비싼 첨단 기술 별관을 건설하기도 했다...:27

정보 공유로 시작된 미국의 군사적 개입은 이란-이라크 전쟁 내내 빠르게 그리고 비밀리에 확대되었다. 전 백악관 관리는 "1987년까지 우리 요원들은 실제로 전장에서 이라크군에 전술적 군사 조언을 제공했으며, 때로는 이라크군과 함께 이란 국경을 넘어가는 자신을 발견하기도 했다"고 설명했다.:38
갤브레이스 대사는 이라크가 이 데이터를 이용하여 이란 진지를 화학 무기로 공격했다고 말한다.

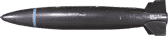
MK-84: 사우디아라비아는 이라크에 수백 개의 미국산 일반 목적 "멍청한 폭탄"을 이전했다.

당시 미국 국방정보국(Defense Intelligence Agency)의 고위 국방 정보 장교였던 미국 육군 대령 W. 패트릭 랭에 따르면, "이라크군의 전장에서 가스 사용은 레이건과 그의 보좌관들에게 깊은 전략적 관심사가 아니었다. 왜냐하면 그들은 '이라크가 패배하지 않도록 필사적이었기' 때문"이라고 한다. 랭은 60명 이상의 국방정보국 장교들이 비밀리에 이란군 배치에 대한 자세한 정보를 제공했다고 밝혔다. 그는 국방정보국이 "민간인에 대한 화학 무기 사용을 결코 용납하지 않았겠지만, 군사적 목표에 대한 사용은 이라크의 생존을 위한 투쟁에서 불가피한 것으로 여겨졌다"고 경고했다. 레이건 행정부는 쿠르드 민간인에 대한 독가스 사용을 확인하는 보고를 받은 후에도 이라크 지원을 중단하지 않았다.
힐터만은 이라크군이 전쟁 중 화학무기를 쿠르드족에게 사용하여 할라브자 마을에서 약 5,000명의 사망자와 수천 명의 부상자를 발생시켰을 때, 레이건 행정부가 이란인들이 공격에 부분적으로 책임이 있다는 부정확한 주장을 제기하여 이라크 지도부의 책임을 모호하게 하려 했다고 말한다.

### 미국의 지원 형태

#### 베어 스페어
유엔이 교전국에 부과한 금수 조치와 소련이 분쟁에 반대하면서, 이라크 기술자들은 전투에서 손상된 하드웨어를 수리하고 교체하는 데 점점 더 어려움을 겪었다. 케네스 R. 티머맨에 따르면, "사담은 이란 침공의 한 가지 즉각적인 결과를 예측했다: 소련으로부터의 무기 공급 중단."
그가 공격을 개시했을 때, 소련은 이란에서 게임을 하느라 바빴다. 그들은 이라크가 그들의 계획을 망쳐 놓은 것에 대해 즐거워하지 않았다. 몇 세대 동안 KGB는 이란의 시아파 성직자들을 침투시키기 위해 노력해 왔다. 1979년 2월, 아야톨라 호메이니가 권력을 잡고 미국인들을 이란에서 쫓아냈을 때, 소련은 그들이 상상했던 것보다 더 많은 것을 얻을 수 있었다. ... KGB 총수 유리 안드로포프는 레오니트 브레즈네프와 알렉세이 코시긴을 설득하여 이라크에 대한 무기 금수 조치에 동의하도록 하는 데 거의 어려움을 겪지 않았다. p. 83-84
하워드 테이허에 따르면, 미국은 "베어 스페어"로 알려진 군사 원조 프로그램을 통해 이라크를 지원했다. 이 프로그램을 통해 미군은 "방위 수요에 대한 소련 의존도를 줄이려는 국가들에게 소련 또는 소련식 무기용 예비 부품과 탄약이 제공되도록 보장했다." 테이허의 1995년 법원 진술서에 따르면:
"베어 스페어"가 미국 밖에서 제조된 것이라면, 미국은 직접적인 개입 없이 이러한 무기를 제3국에 제공하는 것을 주선할 수 있었다. 예를 들어 이스라엘은 여러 전쟁에서 노획한 소련제 무기와 탄약을 대량으로 비축하고 있었다. 미국의 제안으로 이스라엘은 예비 부품과 무기를 제3국에 이전하곤 했다... 마찬가지로 이집트는 소련 설계에 따라 무기와 예비 부품을 제조하고 이 무기와 탄약을 이라크 및 다른 국가들에 제공했다.

#### 이중 용도 수출

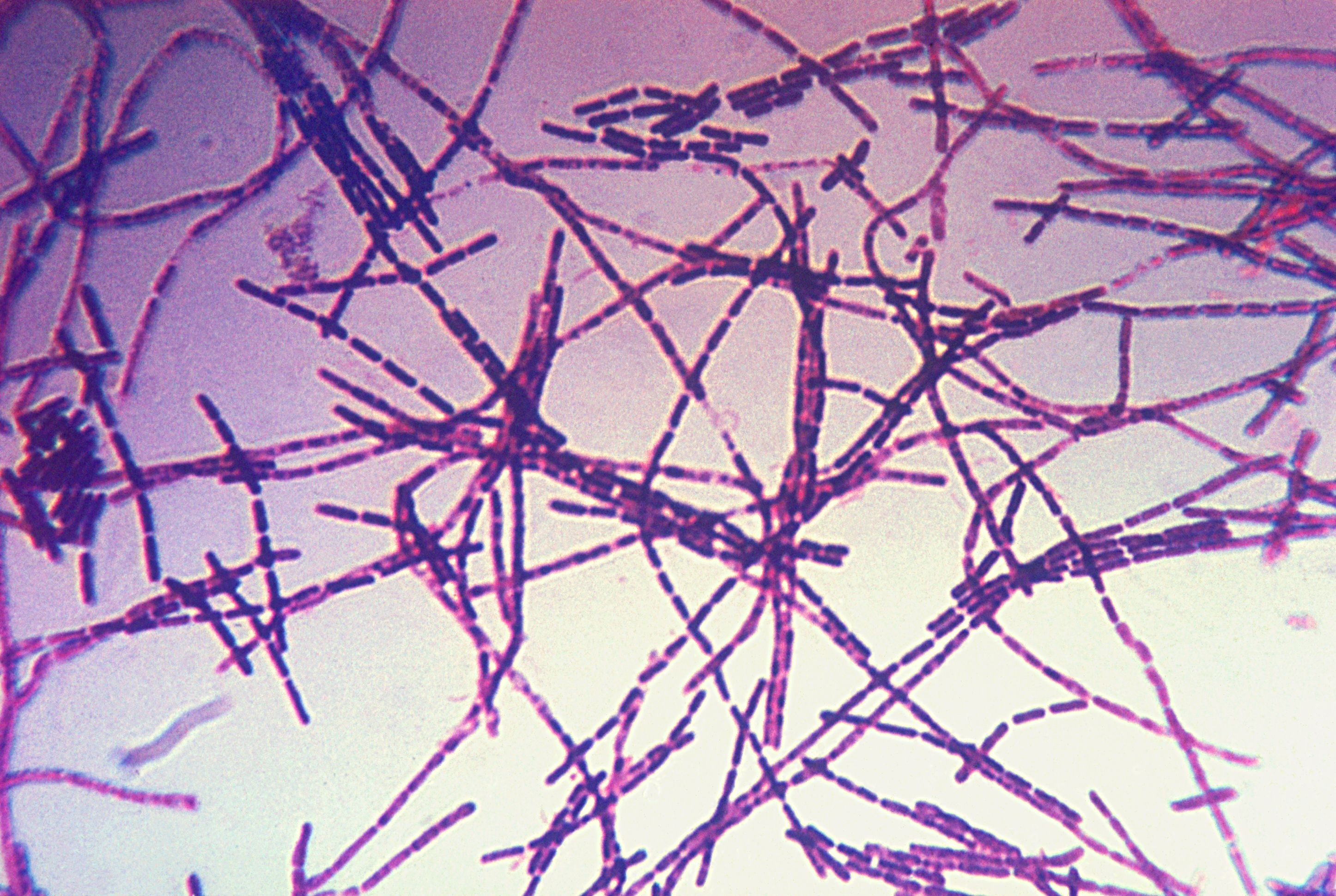
영국의 생물학 무기 전문가 데이비드 켈리에 따르면, 이라크는 1985년 미국에서 8종의 탄저균을 구매했다. 찰스 듀엘퍼에 따르면, 이라크군은 생물학 무기로 사용할 독점적인 균주로 미국 유형 문화 보존 균주 14578을 결정했다.

1994년 2월 9일, 리글 상원의원은 일반적으로 리글 보고서로 알려진 보고서를 제출했는데, 여기에는 "미국 상무부의 신청 및 허가에 따라 이라크에 병원성(즉, '질병 유발'), 독성(즉, '유독성') 및 기타 생물학 연구 물질이 수출되었다"고 명시되어 있었다. 이 보고서는 덧붙였다: "이러한 수출된 생물학 물질은 약화되거나 약화되지 않았으며, 번식할 수 있었다." 이 보고서는 그 후 3년 동안 미국에서 이라크 정부 기관으로의 70건의 선적(탄저균 포함)을 자세히 설명하며, "나중에 미국이 수출한 이러한 미생물들이 유엔 조사관들이 이라크 생물학전 프로그램에서 발견하고 회수한 것과 동일하다는 것이 밝혀졌다"고 결론 내렸다.
앞서 언급된 리글 보고서를 작성한 미국 상원 은행, 주택 및 도시 문제 위원회 위원장인 도널드 리글은 다음과 같이 말했다.
유엔 조사관들은 미국에서 상무부에서 발급한 허가에 따라 이라크로 수출된 많은 미국 제조 품목을 확인했으며, 이 품목들이 이라크의 화학 및 핵무기 개발과 미사일 운반 시스템 개발 프로그램을 추진하는 데 사용되었음을 [확인했다]. ... 우리 정부의 행정부는 이라크에 이중 용도 기술 판매를 위해 771개의 서로 다른 수출 허가를 승인했다. 나는 이것이 파괴적인 기록이라고 생각한다.
미국 질병통제예방센터는 이라크에 "생물학전 관련 중요성"을 지닌 14가지 별도의 제재를 보냈다고 리글의 조사관들은 전했다.

#### 전투 계획 및 전장 정보
60명 이상의 미국 미국 국방정보국 장교들이 전투 계획 지원을 제공했으며, 미국은 또한 사담 후세인의 군대에 위성 사진을 포함한 전장 정보를 제공했다.

#### 외교적 지원
1984년 이란은 유엔 안전 보장 이사회에 1925년 제네바 의정서를 인용하여 이라크의 전장에서 화학 무기 사용을 비난하는 결의안 초안을 제출했다. 이에 미국은 유엔 대표에게 이라크의 화학 무기 사용에 대해 "결정 없음" 동의안을 지지하도록 우호적인 대표들에게 로비하도록 지시했다. 만약 결의안을 방해하는 지지를 얻을 수 있다면, 미국 대표단은 진행하여 아무런 조치도 취하지 않는 것에 찬성표를 던져야 했다. 만약 지지를 얻지 못하면, 미국 대표는 투표를 완전히 기권해야 했다.
USDEL은 이라크의 화학 무기 사용에 대한 이란 결의안 초안에 대해 "결정 없음" 동의안을 지지하는 일반적인 서구 입장을 개발하기 위해 노력해야 한다. 그러한 동의안이 합리적이고 광범위한 지지와 후원을 얻는다면, USDEL은 찬성표를 던져야 한다. "결정 없음"에 대한 서구의 지지가 없다면, USDEL은 기권해야 한다.
미국 대표들은 유엔 인권위원회가 그러한 남용을 고려하기에는 "부적절한 포럼"이라고 주장했다. 조이스 배틀에 따르면, 안전 보장 이사회는 결국 이라크를 가해자로 지명하지 않고 비전통 무기 사용을 비난하는 "대통령 성명"을 발표했다. 1988년, 이라크 외무부 장관 타리크 아지즈는 이라크가 이란에 대해 화학 무기를 사용했음을 인정했지만, 이란이 먼저 이라크에 사용했다고 주장했다.

## 관련 당사국
콜럼비아 저널리즘 리뷰에 기고한 러스 베이커에 따르면, 미국 및 기타 지역에 기반을 둔 "광대한 네트워크"가 1990년 8월 사담이 쿠웨이트를 침공할 때까지 이라크의 전쟁 능력을 계속 지원했다.

### 사르키스 소하날리안

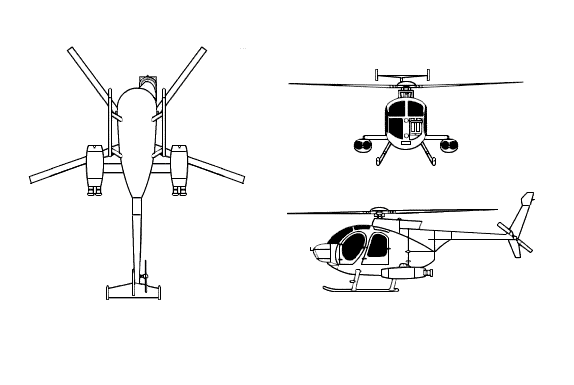
MD 500 디펜더: 이라크는 1983년 미국에서 직접 60대의 다목적 군사 헬리콥터를 획득했다. 추가 헬리콥터 판매는 의회 반대를 야기하여 레이건 행정부가 사담을 지원할 다른 방법을 모색하게 했다.

앨런 프리드먼은 냉전 기간 동안 가장 악명 높은 무기상 중 한 명인 사르키스 소하날리안이 동구권 및 프랑스산 무기를 조달하고, 중앙정보국의 암묵적인 승인하에 이라크와 대규모 거래를 중개했다고 썼다.
가장 저명한 [무기상]은 마이애미에 기반을 둔 전 CIA 계약자 사르키스 소하날리안으로, 1980년대 이라크를 위해 수백억 달러 상당의 군사 장비를 중개했으며, 그의 거래 중 상당수를 워싱턴 관리들에게 보고했다. [소하날리안]은 이라크 지도부와 레이건 행정부의 정보 장교 및 기타 인사들과 가까웠다. 여러 면에서 그는 그럴듯한 부인의 살아있는 화신이었으며, CIA 및 기타 미국 정부 작전의 주요 통로 역할을 했다.p. 36
윌리엄 키스트너와의 인터뷰에서 소하날리안은 자신이 "미국 정부와 긴밀히 협력하고 있었다"고 진술했다. 티머맨에 따르면, 소하날리안은 이라크가 토우 대전차 미사일을 획득하는 데도 도움을 주었으며, 이로 인해 나중에 미국 법무부에 의해 기소되었다.

### 방카 나치오날레 델 라보로
"이라크게이트" 스캔들은 이탈리아에서 가장 작은 은행인 방카 나치오날레 델 라보로(BNL)의 조지아주 애틀랜타 지점이 부분적으로 미국 정부 보증 대출에 의존하여 1985년부터 1989년까지 이라크에 50억 달러를 송금했다는 사실을 폭로했다. 1989년 8월, 연방수사국 요원들이 BNL 애틀랜타 지점을 급습했을 때, 지점장 크리스토퍼 드로굴은 이라크에 대한 무단, 비밀, 불법 대출 혐의로 기소되었는데, 그의 기소문에 따르면 이 대출 중 일부는 무기 및 무기 기술 구매에 사용되었다. 로스앤젤레스 타임스가 입수한 기밀 미국 정부 문서에 따르면, 여러 연방 기관은 "프로그램의 심각한 불규칙성에 대한 경고"를 발령했는데, 여기에는 대출 보증이 이라크의 무기 구매를 가능하게 했다는 내용도 포함되었다. "이라크 관리들은... 농무부 자금이 군사적 목적으로 전용되었음을 인정했지만," "부적절 행위에 대한 증거는 대체로 무시되었다." 조지 H. W. 부시는 "처음에는 부통령으로서, 그리고 나중에는 대통령으로서 거의 10년 동안 사담 후세인에게 특별 지원을 얻기 위해 반복적으로 개입했다. 이는 재정적 지원뿐만 아니라 이라크의 핵 및 화학 무기 추구에 필수적인 첨단 장비 접근도 포함했다." 1989년 10월 후반에도 부시 대통령은 이라크에 10억 달러의 대출 보증을 승인했지만, 여러 이라크 고위 관리들이 BNL 스캔들에 연루된 후 이 금액은 4억 달러로 줄었다. 빌 클린턴 행정부의 조사 결과 "미국 기관이나 관리들이 불법적으로 이라크에 무기를 공급했거나 [미국 농산물]을 군사 장비와 교환하여 범죄가 저질러졌다는 증거는 찾지 못했다"고 결론 내렸다.
파이낸셜 타임스에 따르면, 이 스캔들에 연루되어 군사적으로 유용한 기술을 이라크에 선적한 회사들은 휴렛 팩커드, 텍트로닉스, 그리고 매트릭스 처칠의 오하이오주 지부였다.
걸프 전쟁이 1990년에 시작되기 전에도, 펜실베이니아의 인텔리젠서 저널은 일련의 기사에서 다음과 같이 보도했다: "만약 미국과 이라크군이 페르시아만에서 교전한다면, 랭커스터에서 개발되어 이라크에 간접적으로 판매된 무기 기술이 아마도 미군에 대항하여 사용될 것이다... 그리고 이러한... 기술 이전에 도움을 준 것은 이라크 소유의 영국 기반 정밀 공구 회사인 매트릭스 처칠로, 오하이오주에 있는 미국 사업체가 최근 정교한 이라크 무기 조달 네트워크와 연결되었다."
"전체 시설 중 하나인 텅스텐-카바이드 제조 공장은 알 아티르 단지의 일부였으며," 케네스 티머맨은 상원 은행, 주택 및 도시 문제 위원회에 알렸다. "IAEA에 의해 1992년 4월에 폭파되었다. 왜냐하면 이 시설이 이라크의 비밀 핵무기 프로그램인 PC-3의 핵심에 있었기 때문이다. 이 공장의 장비는 펜실베이니아 라트로브의 제조업체인 케나메탈과 다수의 다른 미국 기업에서 공급된 것으로 보이며, BNL 은행의 애틀랜타 지점에서 자금을 조달했다."
뉴욕 타임스, 로스앤젤레스 타임스, ABC의 테드 코펠을 제외하고는 이라크게이트 이야기는 미국 의회가 이 스캔들에 연루되었음에도 불구하고 큰 반향을 얻지 못했다. 윌리엄 사파이어 기자의 기사를 보라. 톰 랜토스 하원의원이 국회 의사록에 삽입했다.
대조적으로, 메릴랜드의 알콜락 인터내셔널은 머스터드 황의 전구체인 티오다이글리콜을 이라크로 운송했다. 알콜락은 수출 통제법 위반으로 성공적으로 기소되었다.

### 미국 기업 목록
독일 일간지 타게스차이퉁에 따르면, 2002년 유엔 안전 보장 이사회에 제출된 이라크의 11,000페이지 분량의 기밀 해제된 선언문을 검토한 것으로 알려진 이 신문은 거의 150개의 외국 기업이 사담 후세인의 WMD 프로그램을 지원했다고 보도했다. 24개의 미국 기업이 바그다드로 물자를 수출하는 데 관여했다. LA 위클리는 2003년 5월에 미국 기업들과 이라크에서의 그들의 연루에 대한 훨씬 더 긴 목록을 제공했다.

## 에너지 개발 및 안보

### 아카바 파이프라인 프로젝트

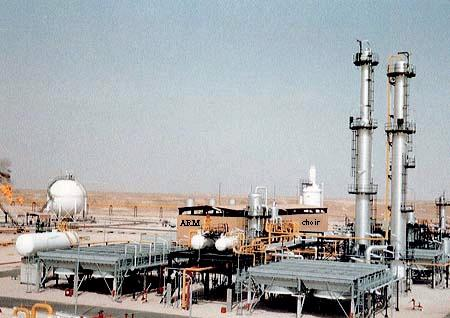

미국 정부는 이라크에서 서쪽으로 요르단의 항구 도시 아카바까지 육상을 가로질러 홍해로 접근할 수 있는 새로운 송유관 건설을 지지했다. 벡텔사는 이 프로젝트의 주요 계약자였다. 도널드 럼즈펠드는 1983년 사담 후세인과 직접 이 파이프라인의 장점에 대해 논의했다. 그러나 아카바 프로젝트는 계획자들의 주장대로 이스라엘과의 근접성 때문에 설계 단계 이상으로 나아가지 못했다. 국경에 너무 가까워 이라크 지도부는 이스라엘 측이 나중에 "몇 개의 수류탄을 던지는 것만으로도" 파이프라인을 비활성화할 수 있다고 우려했다.

### 유조선 전쟁과 미군 개입
유조선 전쟁은 이라크가 1984년 이란 유조선과 카르그 섬 유류 터미널을 공격하면서 시작되었다. 이란은 쿠웨이트에서 이라크산 석유를 운반하는 유조선을 공격한 다음 이라크를 지원하는 페르시아만 국가의 모든 유조선을 공격하며 반격했다. 양국은 상대방의 무역을 방해하기 위해 중립국 선박을 포함한 유조선과 상선을 공격했다. 이라크가 이란의 주요 수출 시설인 카르그 섬을 반복적으로 공격한 후, 이란은 1984년 5월 13일 바레인 근처의 쿠웨이트 유조선을 공격하고 5월 16일 사우디 영해의 사우디 유조선을 공격했다. 이후 페르시아만에서 비전투국 선박에 대한 공격이 급증했으며, 이 전쟁 단계는 "유조선 전쟁"으로 불렸다.

영국의 보험 시장인 로이즈는 유조선 전쟁으로 인해 546척의 상선이 손상되고 약 430명의 민간 선원이 사망한 것으로 추정했다. 가장 큰 공격은 이란이 쿠웨이트 선박을 대상으로 했으며, 1986년 11월 1일 쿠웨이트는 외국 세력에 자국 선박 보호를 공식적으로 요청했다. 소련은 1987년부터 유조선 전세를 동의했고, 미국 해군은 1987년 3월 7일 미국 국기를 게양한 유조선에 대한 보호를 제공하겠다고 제안했다. 어니스트 윌 작전은 이란의 공격으로부터 미국 국기를 게양한 유조선을 보호하기 위한 미국 특수작전사령부 작전이었다. 이 작전은 페르시아만을 통해 유조선을 호위하는 주로 해군 노력인 어니스트 윌 작전과 거의 동시에 진행되었다.

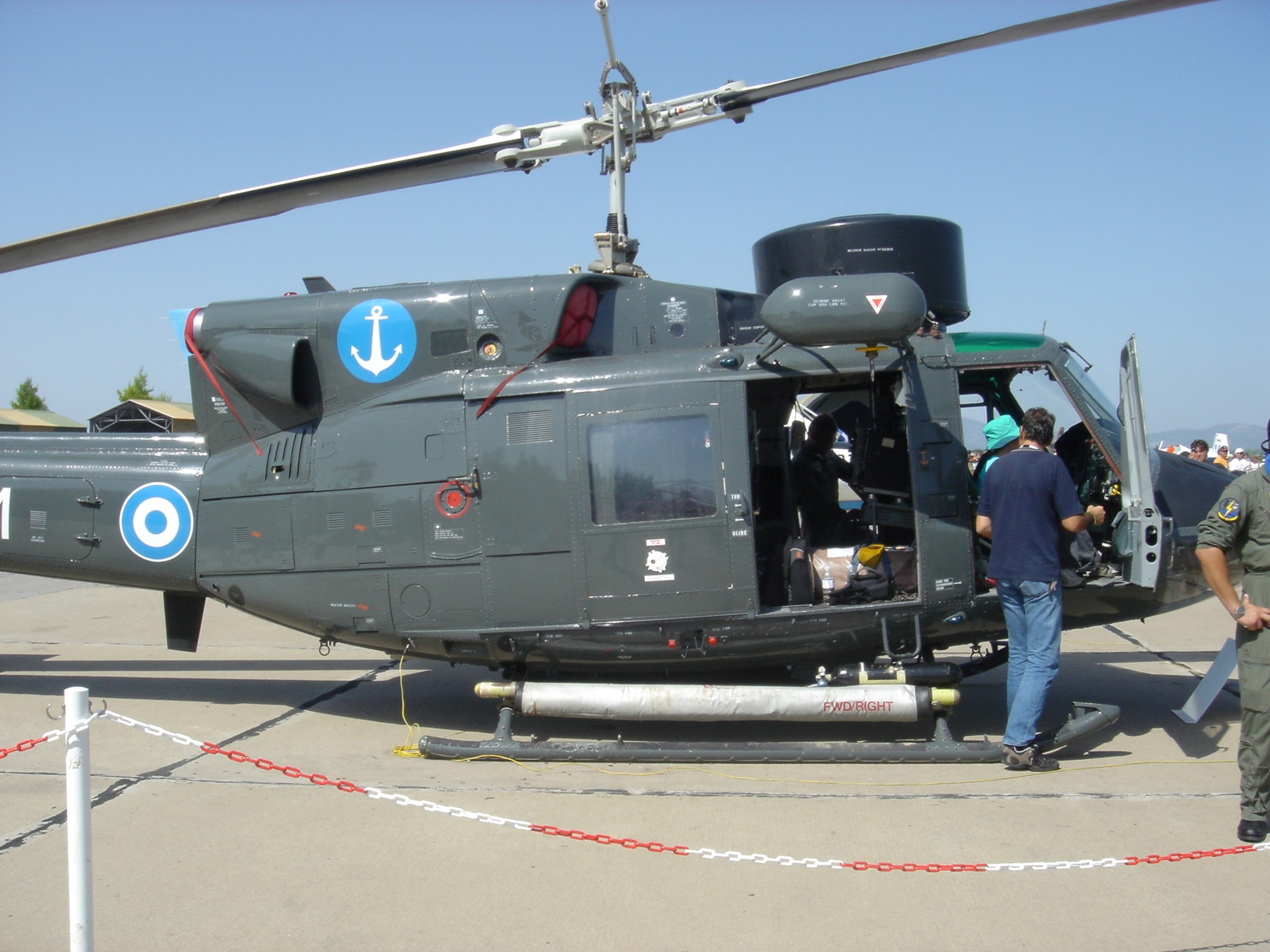
아구스타-벨 212 ASW: 벨 텍스트론의 이탈리아 자회사는 이라크에 대잠수함전용 군사 헬리콥터를 판매했다. 이 거래는 정부 승인이 필요했고, 승인을 받았다.

 국제법상 그러한 선박에 대한 공격은 미국에 대한 공격으로 간주되어 미국이 군사적으로 보복할 수 있게 된다. 이 지원은 이라크 항구로 향하는 선박을 보호하여 전쟁 기간 동안 이라크의 수입 흐름을 효과적으로 보장할 것이다.
특수 작전 부대도 이 노력에 참여했다. 제160 특수 작전 항공 연대는 해상에 정박된 대형 바지선에서 AH-6 헬리콥터를 운용했다. 두 번째 플랫폼은 포트 브래그에서 특수 부대가 OH-58D를 조종하여 운용했다. "이것들은 극도로 불길해 보였다. 모두 검은색이었고 안테나로 뒤덮여 있었으며, 로터 블레이드 위에 약 2피트 지름의 거대한 둥근 조준 모듈이 장착되어 있었다. ... 지상에 있는 이 물건 중 하나를 보기만 해도 거대한 곤충이 죽기 전에 당신을 쳐다보는 듯한 인상을 받았다"고 한 특수 부대 장교가 말했다.
1988년 4월 14일, 호위함 USS 새뮤얼 B. 로버츠는 이란 지뢰에 의해 심하게 손상되었다. 미군은 4월 18일 프레잉 맨티스 작전으로 대응했는데, 이는 제2차 세계 대전 이후 미국 해군 최대의 수상함 전투였다. 이란 함정 두 척이 파괴되어 55명의 선원이 사망했고, 미군 헬리콥터 한 대가 격추되어 조종사 두 명이 사망했다.
많은 연구원들과 전직 군인들은 미국이 전쟁 중에 이란 군사 목표에 대해 비밀 작전을 수행했다고 주장한다. 펜타곤 국방부 장관실에서 근무했던 로저 찰스 중령은 해군이 밤에 특수 장비된 마크 III 순찰정을 사용하여 이란 포정을 영해 밖으로 유인하여 사격하고 파괴할 수 있도록 했다고 말한다. "그들은 밤에 출발하여 거짓 항해등을 설치하여 멀리서 보면 이란인들이 검사하고 싶어 할 상선처럼 보이게 했다."
최고 기밀 정보 수집 프로그램인 이기어 빙하 작전에서 수집된 정보는 CIA에 의해 이란 내 제조 공장을 폭격하는 데도 사용되었다.

#### USS 스타크 사건
1987년 5월, 이라크 전투기가 실수로 USS 스타크를 공격하여 37명의 군인이 사망하고 21명이 부상당했다. 그러나 워싱턴의 관심은 이란 고립에 있었고, 사담의 실수에 대한 사과를 받아들인 백악관은 이란의 국제 수역 기뢰 부설을 비난했으며, 1987년 10월, 미국은 미국 국기를 게양한 쿠웨이트 유조선 시 아일 시티에 대한 이란의 공격에 대한 보복으로 이란 유전 플랫폼을 공격했다.

#### 이란 항공 655편

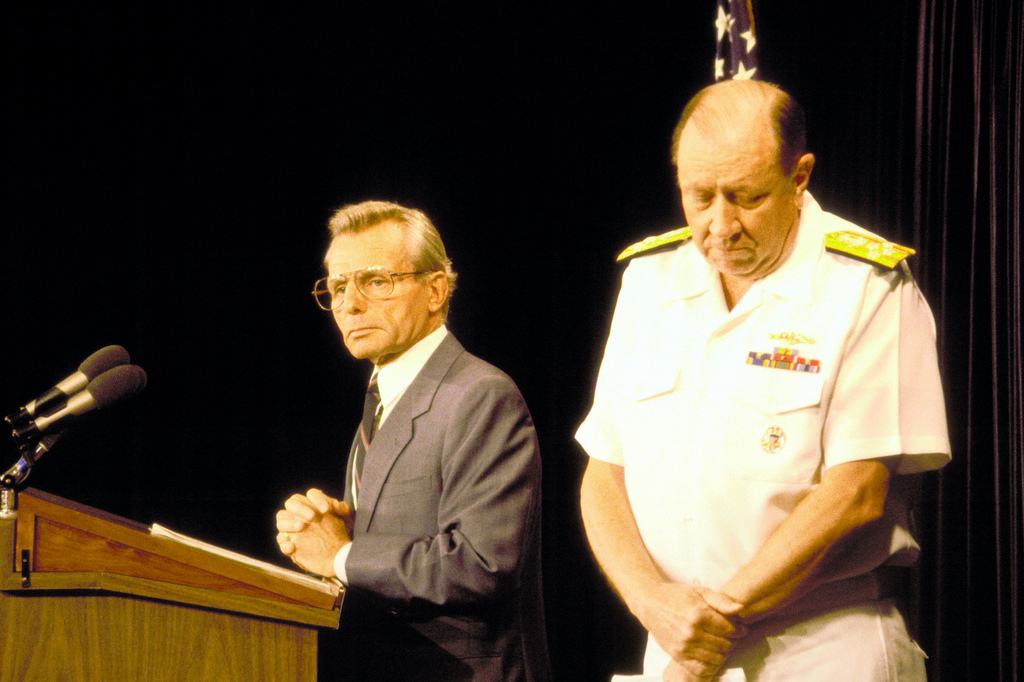
프랭크 칼루치 국방부 장관과 당시 합참의장이었던 크로우 제독

이란 항공 655편은 1988년 7월 3일 반다르아바스를 경유하여 테헤란에서 두바이로 운항하던 국제선 정기 여객기로, 미국 해군 순양함 USS 빈센스에서 발사된 두 발의 지대공 미사일에 의해 격추되었다. 미사일은 이란의 영해인 페르시아만 상공에서 평소 항로를 비행하던 이란 항공 항공기인 에어버스 A300을 명중시켰다. 승객 274명과 승무원 16명 등 탑승자 290명 전원이 사망하여, 역사상 가장 치명적인 항공기 격추 사건 중 하나이자 이란 역사상 가장 치명적인 사고가 되었다.
빈센스는 헬리콥터 중 하나가 이란 영해에서 운항 중인 이란 고속정으로부터 경고 사격을 받은 후 이란 영해로 진입했다. 격추의 원인은 양국 정부 간에 논란이 되어 왔다.
미국 정부에 따르면, 빈센스호 승무원들은 해당 항공기가 민간 식별 코드를 전송했음에도 불구하고 이란의 재고 항공기인 미국산 전투기 F-14 톰캣으로 오인했다. 미국은 빈센스호와 다른 군함들이 민간 및 군사 항공 조난 주파수 모두에서 항공기와 반복적으로 연락했지만 응답을 받지 못했다고 주장한다. 반면 이란 정부는 미국이 이란군을 반복적으로 도발한 후 국제법을 위반하여 항공기를 무모하게 격추했다고 주장한다. 일부 분석가들은 빈센스호의 함장 윌리엄 C. 로저스 3세의 지나치게 공격적인 태도를 비난했으며, 다른 이들은 더 광범위한 문제와 함상에서의 오해에 초점을 맞추었다.
미국은 격추에 대해 특히 초기 대응에서 비판을 받았다. 공식적인 사과는 하지 않았지만, 레이건 대통령은 이란에 깊은 유감을 표명하는 서면 외교 서한을 보냈다. 1996년, 양국 정부는 국제사법재판소에서 합의에 도달하여, 미국은 희생자 가족들에게 호의금으로 61.8|link=yes 백만 달러(1996년 기준 $102 백만 달러 상당)를 지불하기로 동의했다. 합의의 일환으로 미국은 격추에 대한 책임을 인정하지 않았다.

### 장기적인 이익
1988년 8월 이란과의 휴전 이후 쿠르드 민간인에 대한 추가적인 이라크 화학 공격에 대응하여, 미국 상원 의원 클레이본 펠과 제시 헬름스는 이라크에 대한 전면적인 경제 제재를 요구했는데, 이는 석유 금수와 이중 용도 기술 수출에 대한 심각한 제한을 포함했다. 비록 뒤이은 법안이 미국 상원을 통과했지만, 미국 하원 내에서 강한 반대에 부딪혀 법으로 제정되지 않았다. 이례적인 질책으로 조지 프랫 슐츠 국무장관은 이라크의 "정당화되지 않고 혐오스러운" 공격을 비난했으며, 슐츠의 보좌관 찰스 E. 레드맨은 이를 "문명 세계에 용납될 수 없는" 일이라고 특징지었다. 이러한 발표 이후에도 국무부는 제재에 반대했다.
1989년 10월, 부시 대통령은 NSD 26에 서명했는데, 이 문서는 "페르시아만 석유에 대한 접근과 이 지역의 주요 우방국의 안보는 미국의 국가 안보에 필수적이다"로 시작한다. 이라크와 관련하여 이 지침은 "미국과 이라크 간의 정상적인 관계는 우리의 장기적인 이익에 부합하고 페르시아만과 중동 모두에서 안정을 증진할 것이다"라고 명시했다.

## 여론
이라크의 이란 침공 직후, 1980년 10월 ABC 뉴스 여론조사에 따르면 미국인의 39%가 이라크에 대해 "더 많은 공감"을 느꼈고, 이란에 대해서는 11%만이 공감했다. 1984년에는 이 수치가 약간 변화하여 이라크에 대한 공감은 44%, 이란에 대한 공감은 12%였다. 전쟁이 진행됨에 따라, 1987년 5월 로스앤젤레스 타임스 여론조사에 따르면 미국 인구의 30%가 이라크의 승리를 원했고, 이란을 지지하는 비율은 5%였다. 유조선 전쟁에 미국의 직접 개입이 시작된 후, 1987년 9월 뉴욕 타임스 여론조사는 이라크의 승리를 지지하는 비율이 43%로 증가했으며, 이란에 대한 지지는 5%에 그쳤다고 보도했다.

## 같이 보기
- 이라크 내 CIA 활동
- 이란-이라크 전쟁 중 교전국에 대한 국제 지원
- 이란 항공 655편 격추 사건
- 이란-콘트라 사건
- 사우디아라비아-이란 대리 분쟁
- 오퍼레이션 스턴치는 1983년 봄 미국 국무부가 이란으로의 불법 무기 흐름을 막기 위해 만들었다.
- 이란-이라크 전쟁 당시 소련의 이라크 지원
- 이란-이라크 전쟁 당시 이탈리아의 이라크 지원

## 더 읽어보기
- Blight, James G.;  외. (2012). 《Becoming Enemies: U.S.-Iran Relations and the Iran-Iraq War, 1979–1988》. Rowman & Littlefield Publishers. ISBN 978-1-4422-0830-8.
- Bryan R. Gibson, Covert Relationship: American Foreign Policy, Intelligence, and the Iran–Iraq War, 1980–1988. Praeger, 2010.
- Bruce Jentleson, With Friends Like These: Reagan, Bush, and Saddam, 1982–1990. New York, W. W. Norton, 1994.
- Mark Phythian, Arming Iraq: How the U.S. and Britain Secretly Built Saddam's War Machine. Boston, Northeastern University Press, 1997.